# Aubeterre
Aubeterre è un comune francese di 244 abitanti situato nel dipartimento dell'Aube nella regione del Grand Est.

## Società

### Evoluzione demografica
Abitanti censiti